# Station Nieporęt Wąskotorowy
Station Nieporęt Wąskotorowy is een spoorwegstation in de Poolse plaats Nieporęt.